# 1985年1月逝世人物列表
1985年逝世人物列表：1月 - 2月 - 3月 - 4月 - 5月 - 6月 - 7月 - 8月 - 9月 - 10月 - 11月 - 12月
1985年1月逝世人物列表，是用于汇总1985年1月期间逝世人物的列表。

## 依日期排序

### 1日
- Jóse Artes de Arcos，西班牙發明家和企業家[1]
- 威廉·歐內斯特·鮑曼，英國工程師和作家[2]
- 赫伯特·塞薩茲，蘇台德德裔戰士和納粹德國人
- 拉烏爾·佩內·杜波依斯，美國製片和服裝設計師[3]
- 羅洛·休·邁爾斯，英國記者、音樂評論家和音樂作家
- 沃爾特·尼德豪瑟，瑞士巧克力製造商[4]
- 赫爾曼·羅伊特，德國作曲家和音樂家[5]
- 瑪格麗特·史托克斯，英國羽毛球和網球運動員
- 弗拉基米爾·格裡戈里耶維奇·韋斯伯格，俄羅斯畫家

### 2日
- 雷蒙德·卡澤爾斯，法國歷史學家和作家
- 加布里埃爾·艾洛德，菲律賓拳擊手[6]
- 雅克·德·拉克雷泰爾，法國作家[7]

### 3日
- 呂西安·卡利特（Lucien Cailliet），美國作曲家和單簧管演奏家[8]
- 埃克哈德·克利斯蒂安，德國少將
- 乔治·登普西，澳大利亞自行車手
- 阿爾伯特·萊特勒，德國律師、地區行政長官（NSDAP）、黨衛軍工作人員和法官
- 勒內·勒羅伊，法國長笛演奏家和音樂教育家
- 沃爾夫岡·瓦卡諾，德裔美國指揮家和音樂教師[9]
- 塔德烏什·佩烏欽斯基，波蘭將軍[10]

### 4日
- 威廉·貝尼迪克森，加拿大政治家（自由黨）[11]
- 艾薇·伊娃，德國女演員[12]
- 布萊恩·霍洛克斯，英國中將[13]
- 金鶴泳，日本作家
- 馬塔契奇的洛夫羅，南斯拉夫指揮家和作曲家[14]
- 埃瓦爾德·瑙約克斯，第三帝國的德國公務員、社會主義者和抵抗戰士[15]
- 羅素·佩奇，英國園林設計師和作家
- 喬治·斯皮爾曼，德國政治集中營囚犯，反對納粹政權的抵抗戰士和 VVN 工作人員
- 埃貢·施泰根博閣，德國酒店經營者

### 5日
- 羅伯特·L·蘇提斯，美國電影攝影師
- 魯道夫·安西斯，德國埃及古物學家[16]
- 理查·布赫霍恩，德國政治家（KPD），不倫瑞克州議會議員
- 海諾布斯，德國政治家（CDU），聯邦議院議員[17]
- 里奧·勒瓊（Leo Lejeune），瑞士政治家（SP）
- 約翰·派克斯頓，美國編劇[18]
- 羅伯特·蘇爾蒂斯，美國電影攝影師[19]
- 雷蒙德·文森特，法國作家

### 6日
- 馬塞爾·富尼耶（Marcel Fournier），法國企業家
- 雷蒙德·加布蒂，法國電影建築師[20]
- 埃德蒙·賴斯曼（Edmund Reismann），奧地利政治家，國民議會成員
- 恩斯特·索林格（Ernst Söllinger），德國田徑運動員、體育教師和官員
- 弗里多·瓦格納，德國公共管理科學家
- O.F.魏德林，德國脫口秀主持人和東德電視台司儀[21]

### 7日
- 趙景深，82岁，中国作家。
- 約翰尼·瓜涅利，美國爵士鋼琴家和作曲家
- 威廉·海因里希·賀利氏，德國物理學家和化學家
- 弗拉基米爾·康斯坦丁諾維奇·科基納基，蘇聯試飛員[22]
- 约翰内斯·路德维希，德國足球運動員
- 尤金·萊昂斯，美國記者和反共分子[23]
- 芭芭拉·邁爾霍夫，美國民族學家和紀錄片製片人
- 阿方斯·斯特默，德國足球運動員
- 朱爾斯·范多倫，法國足球運動員
- 茲比斯瓦夫·扎伊克，波蘭自行車手和教練[24]

### 8日
- 伊娃·凱利·鮑林，美國政治家
- 詹姆斯·杜貢吉，美國數學家
- 阿爾弗雷德·亨岑，德國藝術史學家和博物館館長
- 查理斯·馬歇爾，美國電影攝影師
- 格蕾絲·莫利，美國藝術史學家、博物館學家和博物館館長
- 何塞·瑪麗亞·佩德羅托，葡萄牙足球運動員和教練
- 萊特·瓦萊斯卡，德裔美國畫家

### 9日
- 雨果·克雷恩布爾，瑞士神經外科醫生
- 亨利·盧埃特，比利時冰球運動員
- 路德維希·保利奇克，奧地利舊天主教神職人員和奧地利舊天主教會的輔助主教

### 10日
- 安德列·比耶克，挪威作家和詩人
- 君特·迪克爾，德國法律學者、法律史學家和教會律師
- 埃德溫·杜因·埃什勒曼，美國政治家
- 西·弗雷澤，美國爵士音樂家
- 皮埃爾·加沃丹，法國生物學家和藥理學家
- 安東·卡拉斯，奧地利作曲家和音樂家
- 威廉·卡斯珀，德國政治家（KPD）
- 伊達爾·克利斯蒂安森，挪威作家
- 喬治·羅斯諾，德國猶太裔美國內科醫生和血液學家
- 亞歷山大·勛伯格，德國化學家
- 康斯坦丁·斯塔羅斯汀，蘇聯演員和導演[25]

### 11日
- 威廉·麥凱爾，第1891任澳大利亞總督[26]
- 愛德華·巴澤爾，美國電影導演
- 約瑟夫·奇蒂日基，捷克足球運動員
- 安德列·馬托尼，奧地利演員
- 埃德加·赖因哈特，德國手球運動員

### 12日
- 阿爾多·巴貝里托，義大利演員
- 恩斯特·鮑曼（Ernst Baumann），德國攝影師
- 約翰·伯恩斯，美國政治家
- 馬克·肯尼·卡羅爾，美國神職人員，威奇托主教
- 哈裡·弗羅博斯，德國特技演員和藝術家
- 布魯諾·格布哈德，德裔美國醫生，美國第一家健康博物館的創始人

### 13日
- 托恩·福克斯森，挪威乒乓球運動員
- 亞當·瑪律欽斯基，波蘭畫家和平面藝術家
- 卡羅爾·韋恩，美國女演員

### 14日
- 鲁道夫·阿格里科拉，德國經濟學家、記者和政治家（DDP、SPD、SAP、KPD）、MdV、MdL	84
- 法洛菲爾德的艾倫男爵阿爾弗雷德·艾倫，英國政治家和工會官員	70
- 沃爾夫岡·比謝爾，德國生物學家
- 捷達·古達爾，荷蘭出生的美國電影和舞臺女演員
- 阿納加里卡·戈文達，德語翻譯
- 羅伯特·奧德曼，德國歌舞表演藝術家
- 弗朗茨·拉迪克，德國抵抗戰士和政治家（KPD/SED）
- 卡爾·施密特-瓦爾特，德國歌劇和歌唱家
- 艾倫·希弗斯，美國政治家
- 瓊·特裡普，英國女演員
- 吉斯肯·維爾登維，挪威作家

### 15日
- 亨麗埃特·奧布西耶，德國動物學家、生物學家和大學講師
- 卡爾·沙夫，德國工程師和經理
- 弗雷德里克·施賴伯（Frederick C.Schreiber），奧地利出生的美國作曲家、管風琴家和合唱團指揮

### 16日
- 露絲·奧爾金，美國攝影師和電影製片人
- 漢娜·裡格（Hanna Rieger），德國女演員[27]
- Árpád Szenes	匈牙利-法國畫家

### 17日
- 埃齐奥·阿基尼，意大利男子賽艇運動員。
- 喬治·比魯科夫，德國動物學家和大學講師
- 理查·戈特，德國政治家（SED）
- 阿爾弗雷德·居格曼，德國外科醫生，大學講師
- 魯道夫·裡斯，德國員警和人民警察局局長
- 喬治·斯托爾，美國電影作曲家和指揮家

### 18日
- 莫迪查伊·本托夫，以色列記者和政治家
- 威爾弗裡德·布蘭貝爾，愛爾蘭演員
- 韋利·費爾伯恩，美國鄉村和搖滾歌手
- 伯恩哈德·卡爾斯伯格，反對國家社會主義的律師和抵抗戰士
- 維爾納·克恩，德國化學家
- 喬治·科思，德國大使
- 薇拉·拉赫曼（Vera Lachmann），德裔美國語言學家和詩人
- 喬斯·莫倫豪特，比利時作曲家和指揮家
- 馬克斯·賴施，奧地利地理學家和旅行作家
- Davut Suları，土耳其歌手
- 馬哈茂德·穆罕默德·塔哈，蘇丹學者、政治家和蘇菲派神學家
- 聖地牙哥·烏爾蒂斯貝雷亞，巴斯克-西班牙足球運動員
- 沃爾芬登男爵約翰·沃爾芬登，英國學者

### 19日
- 斯韋恩·羅斯蘭，90岁，挪威天体物理学家。
- 埃里克·沃格林，德裔美國哲學家[28]
- 霍華德·鮑德裡奇，美國政治家
- 瓊·赫特，英國藝術家
- 胡安·安東尼奧·科雷傑，波多黎各詩人、記者和政治活動家
- 湯姆·理查茲，英國田徑運動員

### 20日
- 巴羅格男爵湯瑪斯·巴羅格，英國經濟學家、學者和政治家
- 沃爾特·克倫巴赫，德國兒童讀物、兒童歌曲、木偶戲和漫畫作家
- 吉利斯·威廉·朗，美國政治家
- 克拉倫斯·曼德斯，美式足球運動員
- 約翰內斯·蒂姆，德國皇家空軍支援者
- 海諾·特裡普馬克，南非建築和景觀畫家

### 21日
- 詹姆斯·比爾德，美國廚師和食譜作者
- 維爾納·馮·博爾滕斯特恩，德國軍官，二戰最後一位少將
- 約瑟夫·達曼，德國演員
- 恩斯特·諾，奧地利方言詩人
- 优素福·卢莱，烏干達政治家
- 埃裡卡·穆勒-亨尼格（Erika Müller-Hennig），德國作家
- 扬·佩卡，捷克斯洛伐克冰球守門員
- 路易絲·烏爾里希，奧地利女演員
- 弗裡德里希·奧古斯特·沃爾，德國婦科醫生
- 阿爾弗雷德·馮·維爾茲安，二戰期間奧地利軍官和德國戰鬥游泳運動員的創始人

### 22日
- 石智益，73岁，英国殖民地官员，香港劳工处原处长。
- 伊格內修斯·蓋特爾，德國畫家
- 米哈伊尔·格罗莫夫，蘇聯飛行員
- 保羅·哈特克，奧地利物理化學家
- 赫爾穆特·帕登，德國政治家（SPD），聯邦議院議員
- 伯恩哈德·斯普倫格爾，德國巧克力製造商和藝術贊助人

### 23日
- 威利·博恩，德國記者
- 伊沃·科勒，奧地利心理學家
- 奧托·薩格邁斯特，奧地利經理和政治家（SPÖ）
- 弗拉基米爾·伊波利托維奇·維特羅夫，蘇聯克格勃官員
- 博蒂爾·佐基羅夫，烏茲別克蘇維埃歌手、作家、詩人、畫家和演員

### 24日
- 安雅·佈雷默，德國畫廊主和藝術品轉銷商
- 胡貝圖斯-瑪麗亞·馮·海格爾，德國軍官，二戰先鋒軍將軍
- 艾美·克雷滕-巴里多，德國室內樂歌手
- 達爾馬西奧·蘭加里卡，西班牙自行車手

### 25日
- 拉尔夫·布鲁姆，英國雪橇運動員
- 阿喬伊·卡爾，孟加拉電影導演
- 葉夫根尼·伊萬諾維奇·馬斯金斯科夫，蘇聯田徑運動員
- 庫爾特·邁爾，德國政治家（SED）、工會會員（FDGB）
- 納吉馬丁·舒克爾，伊拉克北部佩什梅加的庫爾德軍官
- 保羅·史密斯，美國作曲家和指揮家
- 庫斯·范德·懷爾特，荷蘭足球運動員

### 26日
- 肯尼·克拉克，美國爵士鼓手和樂隊領隊
- 海因里希·迪爾伯格，德國農民和政治家（SPD），聯邦議院議員
- 薩利帕達·彭達頓，菲律賓準將和政治家
- 雅各·尤赫特曼，蘇美國際象棋選手

### 27日
- 羅伯特·布萊克威爾，美國唱片製作人和詞曲作者
- 古列爾穆斯·科本，羅馬天主教主教
- 厄休拉·凱薩琳·鄧肯，英國植物學家
- 約翰·弗魯曼（Johann Fruhmann），奧地利畫家
- 約瑟夫·霍華德·霍奇斯，美國神職人員，惠靈主教
- 竹中正久，山口組的日本幫派頭目

### 28日
- 阿尔弗雷多·福尼，義大利足球運動員和教練
- 魯道夫·甘斯耶格，奧地利音樂經理
- 韋德·尼科爾斯，美國電影演員、歌手和演員
- 理查·帕奎爾，瑞士新教神職人員
- 讓-皮埃爾·拉薩姆，法國製片人
- 保羅·威特曼，羅馬尼亞-德國教堂音樂家和作曲家

### 29日
- 巴爾豪斯的卡梅倫男爵尼爾·卡梅倫，英國空軍元帥
- 海因茨·朗格，德國政治家（NSDAP、FDP、NLA、DU、CDU）、MdL
- 金·本尼·納瓦希，美國鄉村音樂歌手
- 恩戈伊·佩瓦海朗吉，紐西蘭教師和毛利語言和文化的推廣者，作曲家
- 唐·雷伊，美國作曲家和作詞家

### 30日
- 魯道夫·卡夫卡，德國神學家和政治家（SPD），聯邦議院議員
- 菲利克斯·曼，德國攝影師
- 湯瑪斯·懷特，英國中長跑運動員

### 31日
- 愛德華多·卡波利諾，義大利電影導演
- 约瑟夫·曼凯维奇，波蘭作家
- 石川达三，日本作家
- 阿曼德·傑克遜，美國R&B和藍調音樂家

### 日期不詳
- 哈裡·海伍德，美國政治家（CPUSA）
- 魯道夫·莫斯，德國公務員
- 阿德里亞諾·羅多尼，義大利體育官員，國際自行車聯盟主席
- 格爾達·斯坦尼克，奧地利標槍投擲者